# تپه صائین ۱ و ۲
تپه صائین ۱ و ۲ در شهرستان سقز، ۵۰۰ متری سه راهی ایلو به سپه وره واقع شده و این اثر در تاریخ ۲۵ اسفند ۱۳۸۰ با شمارهٔ ثبت ۵۰۹۹ به‌عنوان یکی از آثار ملی ایران به ثبت رسیده است.